# Smoke City
Smoke City foi uma banda inglesa que pratica um som entre o acid jazz e o trip hop, ativa entre 1996 e 2002. Para além de ter ido buscar muitas influências à música brasileira, essencialmente ao samba e ao bossa nova além de algumas letras conterem trechos em português. Ficaram conhecidos pelo single “Underwater Love”, que foi das músicas mais escutadas do ano de 1996 aquando da sua utilização num anúncio televisivo para a marca Levi's.
Em 1997 lançaram o seu primeiro álbum, Flying Away, que incluía, para além de "Underwater Love", outras músicas como "Mr. Gorgeous" e "Águas de Março (Joga Bossa Mix)". Heroes of Nature, o segundo álbum, foi lançado em 2001.

## Membros
- Nina Miranda - vocais, efeitos
- Mark Brown - programações, turntables, teclados, percussão, vocais, efeitos
- Chris Franck - guitarra, teclados, percussão, baixo, vocais

## Discografia
- Flying Away (1997)
- Heroes of Nature (2001)